# Philodromus aureolus
Philodromus aureolus là một loài nhện trong họ Philodromidae. 
Con đực dài 4–7 mm, con cái dài 3,5 đến 5 mm. Màu sắc của spin thay đổi từ màu nâu đến màu be. Loài này sinh sống ở rừng, vườn hoa, cây bụi và các lĩnh vực mở cửa đã gần như châu Âu.

## Hình ảnh

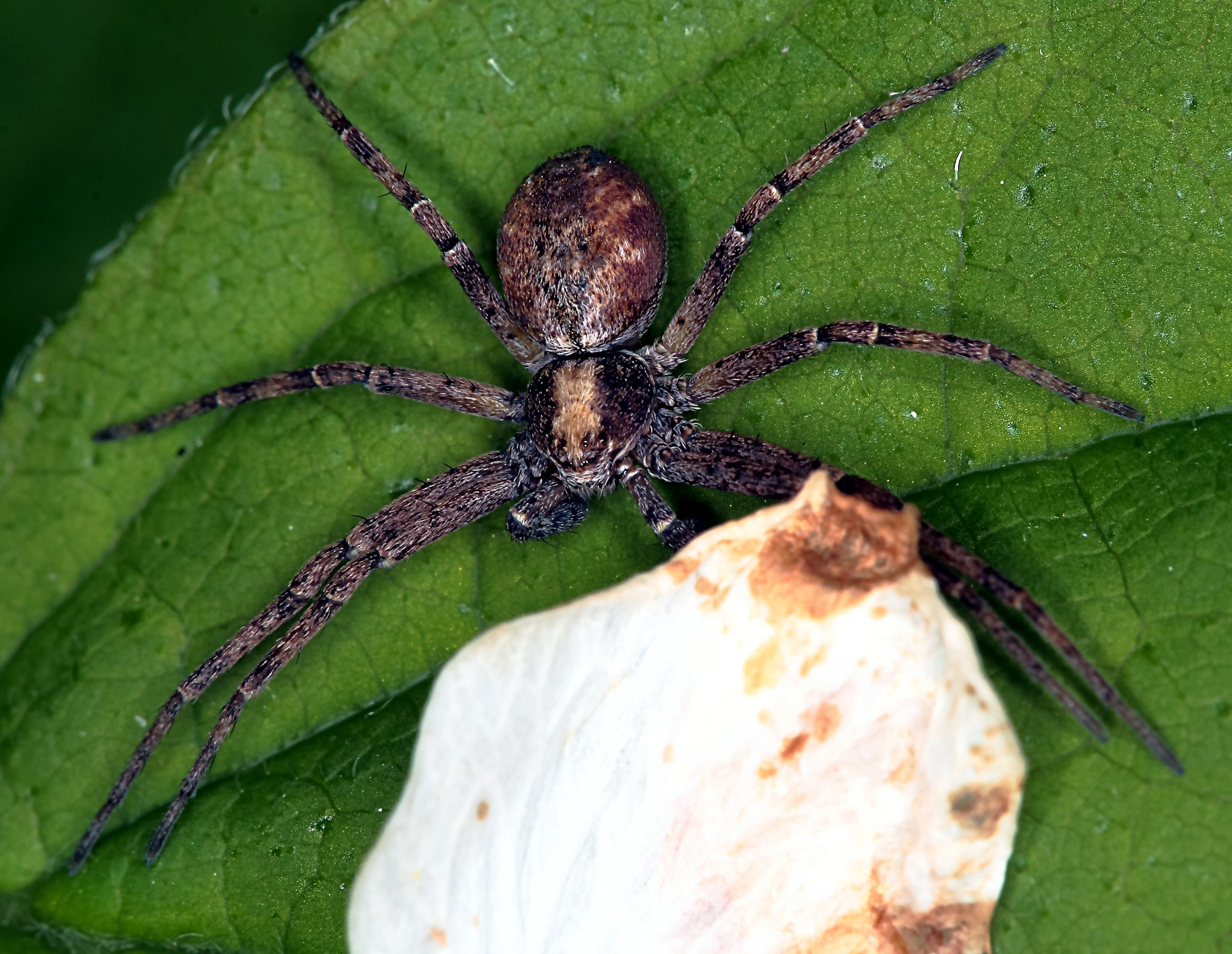
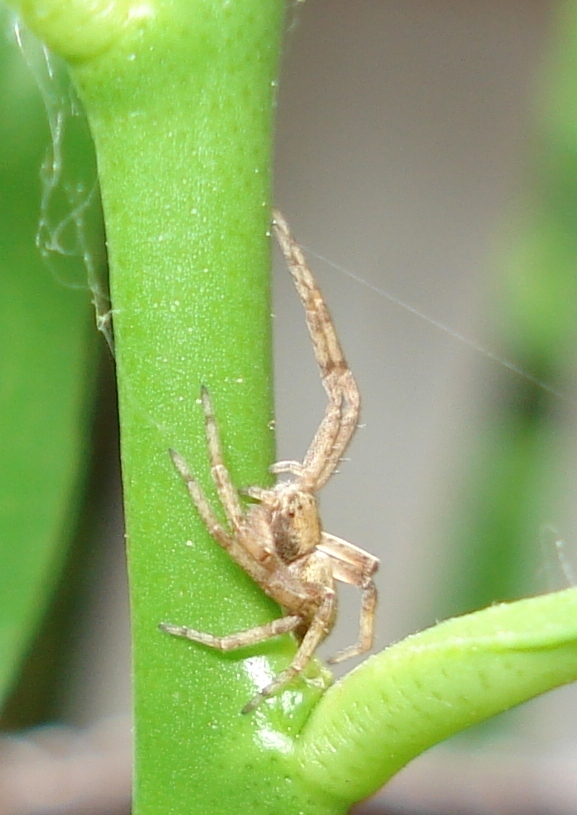
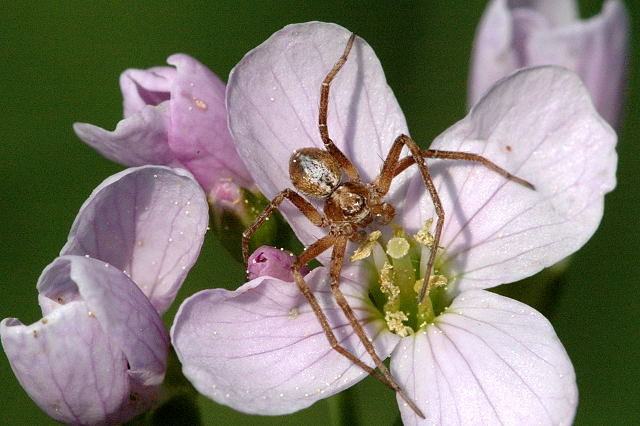
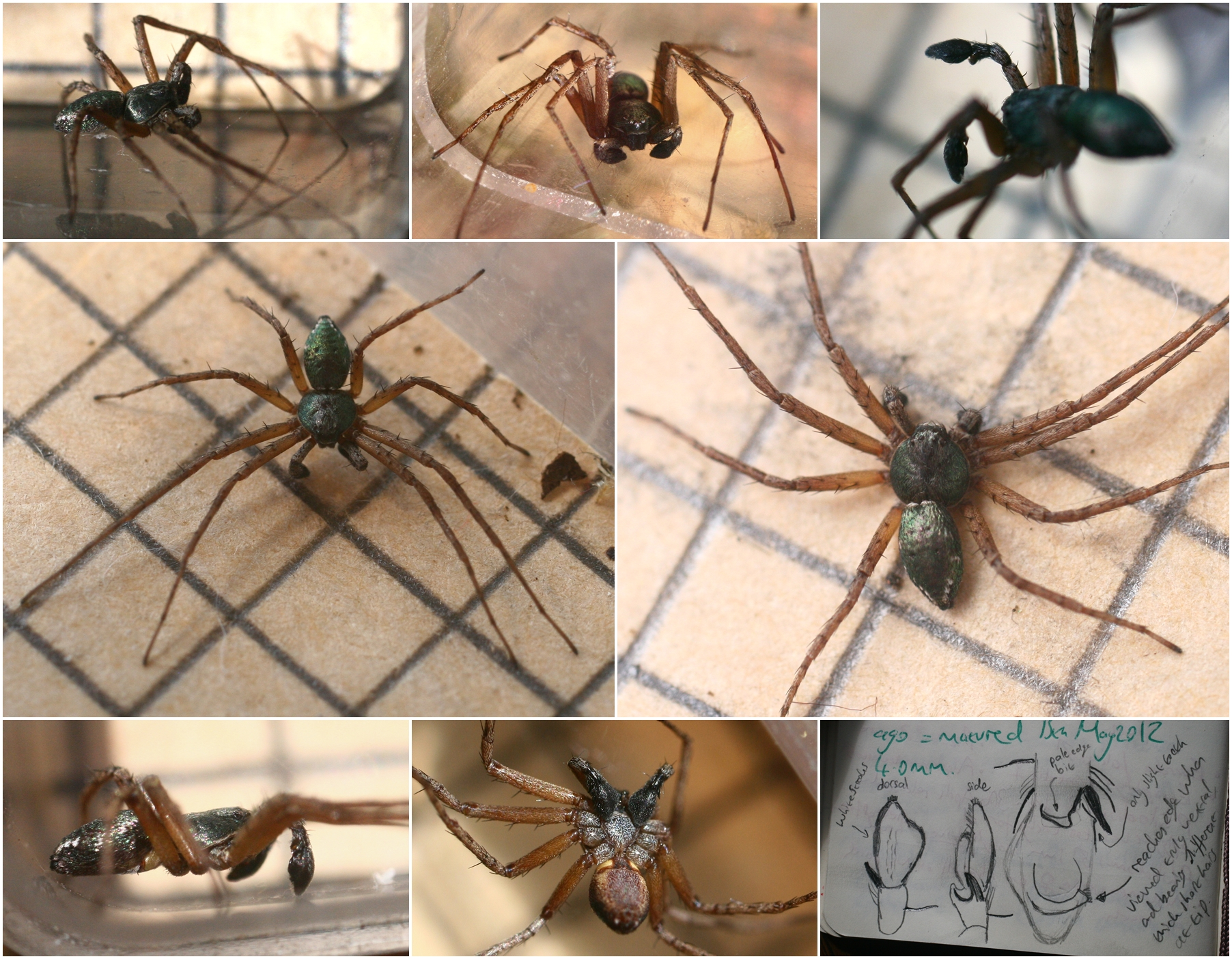